# Aseraggodes therese
 Aseraggodes therese és un peix teleosti de la família dels soleids i de l'ordre dels pleuronectiformes que es troba a les costes de les Illes Hawaii.